# Document.no
Document.no är en norsk höger till högerextrem anti-invandrings- nättidning. Akademiker har identifierat Document.no som en antimuslimsk webbplats genomsyrad av Eurabia-konspirationsteorin,  även om andra har beskrivit den som en konservativ och mer moderat del av rörelsen. Webbplatsen fick global medieuppmärksamhet i samband med attackerna i Norge 2011 på grund av sin koppling till gärningsmannen Anders Behring Breivik.
Artiklarna som publiceras i Document.no är ofta kritiska mot islam och invandring, och stödjande mot Israel och USA, samt Donald Trump och konspirationsteorier som valfusk i valet 2020. Faktisk.no fann att Document.no var en del av en högerextrem ekokammare som samtidigt är en av Norges mest populära onlinetidningar i sociala medier, och en rapport om extremism på internet som publicerades 2013 av Justitie- och säkerhetsdepartementet beskrev Document.no som en "extremistisk webbplats". Document.no har mötts med blandade kommentarer i media.
Document började ursprungligen som ett litet förlag. Webbplatsen lanserades av Hans Rustad, en tidigare journalist för nyhetsbyrån NTB år 2003, och ägs av aktiebolaget med samma namn. Rustad antogs i Norska Redaktörernas Förening år 2018, och Document.no beviljades ekonomiskt presstöd från norska staten år 2023.

## Historia och inverkan
Document.no började publiceras som en blogg den 14 januari 2003. Den gick från att ha formen av en blogg till att vara en nyhetssajt, i och med att fler författare som Christian Skaug, Nina Hjerpset-Østlie och Hanne Tolg anslöt sig till redaktionen. Idag kallas den för en onlinetidning. År 2011 nådde webbplatsen en publik på upp till 40 000 unika besökare varje vecka. År 2018 hade webbplatsen över 400 000 läsare varje månad.
År 2015 utreddes den walesiska bloggaren Hanne Tolg för påstådda antimuslimska inlägg på webbplatsen, och hon sa upp sig från sitt jobb på en brandkår i norra Wales till följd av utredningen. År 2016 toppade Tolgs artiklar listan över mest delade artiklar på sociala medier i Norge två gånger. Enligt faktagranskningsorganisationen Faktisk.no delas Document.nos innehåll främst av en överlappande högerextrem ekokammare på sociala medier som är bland de mest delade i Norge. Document.no har även en dansk utgåva, Document.dk, som 2016 kort redigerades av redaktören för den danska bloggen Uriasposten, Kim Møller.
Rustad och Document.no distanserade sig ursprungligen från kontrajihadbloggaren Peder "Fjordman" Jensen redan 2007, men 2020 publicerade Document Forlag en bok av Jensen om Breivik-fallet. Document.no har fortfarande ibland identifierats som en del av kontrajihadrörelsen.

### Regeringens lagförslag om blasfemi
Webbplatsen har citerats som den viktigaste aktören när "bloggare" för första gången i norsk historia, 2009, fick erkännande för att framgångsrikt ha satt den nationella politiska agendan. Document.no hade kritiserat en regerings "hädelselag", en föreslagen utvidgning av §185 med avseende på "hatpropaganda så att bestämmelsen skyddar behovet av ett straffrättsligt skydd mot kvalificerade angrepp på religioner och trosuppfattningar." Det föreslagna lagförslaget möttes med nästan ingen exponering i etablerade medier, förrän nästan en månad senare, även om det hade kritiserats som ett angrepp på demokratin i danska tidningar. Så småningom kritiserades lagförslaget för att attackera yttrandefriheten, och en online-petition mot den stöddes av ett flertal framstående personer och organisationer i Norge. Påtryckningarna fick regeringen att senare dra tillbaka förslaget.

### Anders Behring Breivik
Document.no fick global medieuppmärksamhet efter attackerna i Norge 2011 när det blev känt att terroristen Anders Behring Breivik hade bidragit med kommentarer till webbplatsen (bland över 40 webbplatser inklusive Stormfront, Minerva, VG och Aftenposten), deltagit i ett av dess evenemang och varit i kontakt med dess ägare Rustad om ett möjligt samarbete. Breivik publicerade ett flertal inlägg på Document.no (främst under 2009) och hyllade grundaren Hans Rustad. Han deltog också i ett öppet möte för "Documents venner" (Vänner av Dokument), anslutet till webbplatsen, hösten 2009. Breivik försökte enligt uppgift starta en norsk version av Tea Party-rörelsen i samarbete med ägarna till Document.no, som initialt uttryckte intresse men slutligen avböjde hans förslag eftersom han inte hade de kontakter han utlovat. Breivik blev så småningom missnöjd med webbplatsen eftersom han tyckte att den var för moderat för hans åsikter, och har senare erkänt att han faktiskt har varit nynazist sedan början av 1990-talet, som bara förklädde sig under senare år. När Breivik namngavs som den gripne blev webbplatsen oåtkomlig på grund av en extrem ökning av trafiken. Rustad uttryckte dysterhet över att oundvikligen behöva förknippas med Breivik, samtidigt som han hävdade att Breivik hade maskerat sina extremistiska åsikter genom relativt moderata, icke-våldsamma användarkommentarer (som sammanställdes och gjordes tillgängliga på webbplatsen).

### NRK-artikel om "Roman woman"
Nina Hjerpset-Østlie, som skrev för Document.no, var den första som avslöjade en skandal gällande ett åtta minuter långt nyhetsinslag om en romsk kvinna i den public service-kanalen NRK i januari 2013. I NRK-reportagen framställdes den romska kvinnan Mirela Mustata som ett offer för norska rättssystemets fördomar mot romer, men Document.no kunde rapportera att kvinnan som presenterades som offer faktiskt hade dömts för att ha medverkat i våldtäkten av sin egen 11-åriga dotter, efter att ha mottagit ersättning för det. Det framkom senare att NRK hade varit medvetna om detta, men valde att inte rapportera om det i inslaget eftersom det, enligt dem, skulle göra fallet för komplicerat. Fallet rullades gradvis upp av andra kommentatorer och fick omfattande rapportering i etablerade medier, vilket orsakade en stor skandal för NRK. NRK bad senare om ursäkt för att de sänt inslaget.

## Mottagning
Document.no har beskrivits av akademiker som en webbplats som innehåller antimuslimsk och "högerextrem" retorik. En rapport om extremism på internet som publicerades 2013 av det norska justitie- och säkerhetsdepartementet nämner Document.no som ett exempel på en "extremistisk webbplats". Enligt Sindre Bangstad, expert på extremhögern, är webbplatsen genomsyrad av konspirationsteorin om Eurabien. I september 2020 sade Sandra Bruflot, ledare för norska Unge Konservativa, att Document.no är en "webbplats som sprider hat mot minoriteter" och bad konservativa att inte "legitimera" webbplatsen genom att länka till den.
Sajten har beskrivits av Aftenposten som "en islamkritisk och Israelvänlig, så kallad blåblogg", och av Dagbladet som "islamkritisk och socialt konservativ". Klassekampen har beskrivit den som en "ledande onlinetidning" och har kritiserat den för att inte vara transparent kring grundandet, och bland den politiska högerns "viktigaste arenor för debatt" kring invandring och islam. År 2014 beskrev Norska centret mot rasism (NCAR) det som "den närmaste intellektuella debattarenan" kring samma ämnen för många inom den politiska extremhögern, men ansåg det inte vara "högerextremt eller ensidigt islamofobiskt" vid den tidpunkten. I en omvärdering 2021 identifierade NCAR Document.no som en utgivare av högerextrem anti-islamisk retorik och konstaterade att "högerextremister ofta hävdar – som Rustad gör, att muslimer idag försöker erövra Europa som sina förfäder" och att "Denna retorik, och särskilt de tre kampanjer som anses ha stoppat islams uppgång i Europa, spelar en central roll i den högerextrema diskursen, särskilt som ideologisk motivation. Samma tankesätt och retorik kännetecknar webbplatsen Document.no."
Helge Øgrim, redaktör för Journalisten, den norska journalistförbundets tidskrift, beskrev i juli 2011 Document.no som ett "invandringsfientligt forum som har utvecklats till en grogrund för galopperande islamofobi". Lars Gule beskrev det i The Vancouver Sun som "ett högerextremt webbforum" som "domineras av islamofobisk och invandringsfientlig kommentar", medan den konservative muslimske kommentatorn Mohammad Usman Rana har kallat det "en högerpopulistisk och muslimfobisk intressegrupp". Skribenten om högerextremism Øyvind Strømmen avvisar dock att webbplatsen är högerextrem, utan beskriver istället författarna som "socialt konservativa invandringsmotståndare". Svenska Expo har beskrivit det som "högerradikalt och islamofobiskt".
Enligt Klassekampen år 2014 har "Document anklagats för att släppa rasistiska och främlingsfientliga röster men hyllas också för att vara en seriös och faktabaserad webbplats för islamkritik." Yvonne Rundberg Savosnick, tidigare ordförande för Norska judiska studentkåren, nämnde webbplatsen i ett reportage 2009 i studenttidningen vid Oslos universitet, Universitas, på grund av dess "kritiska syn på norsk press", även om hon uppgav att hon "sällan höll med om allt" på webbplatsen. Författaren och tidigare Aschehoug- redaktören Halvor Fosli har uttryckt stöd för många av webbplatsens ståndpunkter och har varit involverad i ett begränsat publiceringssamarbete. Elin Ørjasæter skrev 2013 att webbplatsen innehåller "journalistiska pärlor och nya avslöjanden". Aftenpostens krönikör Bjørn Stærk beskrev 2013 Document.no som "ett av Norges viktigaste medier" och som "obligatorisk läsning" för alla som vill följa invandringsdebatten. Stærk hävdade att det mest kontroversiella innehållet på webbplatsen "är gästartiklarna. Geert Wilders har haft flera artiklar. Julia Cæsar hade en artikel om afrikanska invandrares låga intelligens. Kritiker använder detta som bevis för att redaktionen för Document är rasister och hatar islam. Samtidigt finns det ingenting i kommentarerna från webbplatsens permanenta skribenter som tyder på detta".
År 2011 klagade Hans Rustad till Pressens yrkesnämnd angående en artikel i lokaltidningen Eidsvoll Ullensaker Blad, som beskrev Rustad som en ledande förespråkare för den "bruna geggen". Han konstaterade att "det spelar ingen roll vad de som utspillt informationen kallar sig, det här är väldigt likt nazismen" och drog slutsatsen att "vi vill inte att Behring Breivik, Rustad och andra idioter ska sätta agendan". Kommittén kritiserade artikeln och betonade att den främst avrådde från användningen av termen "nazist" när man hänvisade till individer.
Anders Giæver, kommentator för tabloiden Verdens Gang, kritiserade utredningen som ledde till Tolgs avgång från sitt jobb 2015 och kallade den för en "kafkaisk process" som följde på "målsökande" attacker från onlineforum, Facebookgrupper och RationalWiki.
Efter att han antogs i Föreningen av norska redaktörer har Rustad kritiserats för att i allt högre grad ha främjat konspirationsteorier relaterade till USA:s presidentval 2020, COVID-19 och den " djupa staten".